# 충완
충완(Chungwan, 홍충완)은 대한민국의 싱어송라이터이다. 2013년에 아이돌 보이그룹에서 싱글음반으로 데뷔하였으나, 이듬해 탈퇴를 선언, 솔로 가수로 전향했다. 이후 2015년 5월12일 솔로 데뷔앨범 분홍길을 발매, 솔로 활동을 시작했다.

## 음반 활동
싱글
- 2015년 5월 12일 〈분홍길〉
- 2015년 8월 14일 〈1과 1사이〉
- 2015년 11월 30일 〈3호차〉
- 2016년 6월 17일 〈후미등(Taillight)〉
- 2016년 10월 24일 〈Long Time〉
- 2017년 1월 13일 〈그리네〉
- 2017년 3월 31일 〈널 따라가〉
- 2018년 5월 3일 <도시달빛>
- 2018년 10월 17일 <기차(Train)>
- 2018년 12월 26일 <다시 나로>
- 2019년 2월 11일 <잊지마>
- 2019년 4월 30일 <썸디야(some di ya)>
- 2019년 10월 10일 <곳( place)>
- 2020년 8월 26일 <가라킵( Gatta keep)>

#### EP/미니앨범
- 2017년 10월 20일 〈Side,Side,Side〉